# Daucus capillifolius
Daucus capillifolius là một loài thực vật có hoa trong họ Hoa tán. Loài này được Gilli mô tả khoa học đầu tiên năm 1958.